# Athens (Georgia)
Athens è una città degli Stati Uniti d'America, nella contea di Clarke, nello Stato della Georgia.
Il governo cittadino coincide con quello della contea che, per questo motivo è anche chiamata Athens-Clarke County (Contea di Athens-Clarke). La città contava 115 452 abitanti nel 2010, circa 193 000 considerando l'intera area metropolitana.
È la sede dell'Università della Georgia, attorno alla quale l'intera città è sorta e cresciuta.

## Geografia fisica

### Territorio
La città si trova a 97 km a est di Atlanta.

### Clima
Athens è situata nella parte nordorientale dello Stato della Georgia che, secondo la classificazione dei climi di Köppen è caratterizzata da un clima subtropicale umido. L'estate è calda e umida, l'inverno è moderatamente freddo con occasionali nevicate. In primavera possono verificarsi frequenti temporali con possibilità di formazione di tornado.
| Athens Ben Epps AP, GA | Mesi  | Mesi  | Mesi  | Mesi | Mesi | Mesi  | Mesi  | Mesi | Mesi | Mesi | Mesi | Mesi | Stagioni | Stagioni | Stagioni | Stagioni | Anno    |
| Athens Ben Epps AP, GA | Gen   | Feb   | Mar   | Apr  | Mag  | Giu   | Lug   | Ago  | Set  | Ott  | Nov  | Dic  | Inv      | Pri      | Est      | Aut      | Anno    |
| ---------------------- | ----- | ----- | ----- | ---- | ---- | ----- | ----- | ---- | ---- | ---- | ---- | ---- | -------- | -------- | -------- | -------- | ------- |
| T. max. media (°C)     | 10,8  | 13,6  | 18,2  | 22,8 | 26,9 | 30,7  | 32,3  | 31,2 | 28,1 | 22,7 | 17,3 | 12,3 | 12,2     | 22,6     | 31,4     | 22,7     | 22,2    |
| T. min. media (°C)     | 0,5   | 1,9   | 5,7   | 9,3  | 14,2 | 18,5  | 20,7  | 20,3 | 17,1 | 10,4 | 5,7  | 1,8  | 1,4      | 9,7      | 19,8     | 11,1     | 10,5    |
| Precipitazioni (mm)    | 119,1 | 111,5 | 126,7 | 85,1 | 98,0 | 100,1 | 112,0 | 96,0 | 89,7 | 88,1 | 94,2 | 94,2 | 324,8    | 309,8    | 308,1    | 272,0    | 1 214,7 |
| Giorni di pioggia      | 11    | 9     | 10    | 8    | 9    | 10    | 10    | 9    | 8    | 6    | 9    | 10   | 30       | 27       | 29       | 23       | 109     |

## Storia
Il 27 gennaio 1785, la Georgia General Assembly rilasciò un documento firmato da Abraham Baldwin per l'Università della Georgia come prima università statale. Sedici anni dopo, nel 1801, una commissione dal consiglio di amministrazione dell'Università selezionò un sito su una collina sotto Cedar Shoals su cui far sorgere l'università. Il 25 luglio John Milledge, uno degli amministratori e successivamente governatore della Georgia, comprò 2,60 km² di terreno da Daniel Easley e li donò all'università. Milledge nominò l'area circostante Athens (in italiano Atene), come la città greca che fu culla di grandi filosofi come Platone e Aristotele.
I primi edifici del campus dell'Università della Georgia furono costruiti in legno. Al momento in cui la prima classe si laureò nel 1804, Athens consisteva di tre case, tre negozi e pochi altri edifici davanti a Front Street, oggi nota come Broad Street. Completato nel 1806 e denominato in onore di Benjamin Franklin, il Franklin College fu la prima struttura permanente dell'Università della Georgia. Quest'edificio è ora noto come Old College.
Athens è diventata ufficialmente una città nel dicembre 1806 con una amministrazione consistente in una commissione composta da tre membri. L'Università continuò a crescere, di pari passo con la città, grazie alla spinta dei cotonifici nello sviluppo industriale e commerciale. Athens divenne nota come “la Manchester del Sud”, analogamente alla città inglese caratterizzata dai suoi stabilimenti. Nel 1833 un gruppo di uomini d'affari di Athens rappresentati da James Camak, stanchi che i loro vagoni rimanessero bloccati nel fango, costruirono una delle prime ferrovie della Georgia, la “Georgia”, che collegava dal 1841 Athens ad Augusta e dal 1845 a Marthasville (oggi Atlanta).
Durante la Ricostruzione, immediatamente successiva alla guerra di secessione americana, Athens era in costante crescita. La nuova forma di amministrazione consistente in un consiglio municipale presieduto da un sindaco fu sancita da un nuovo documento cittadino il 24 agosto 1872, proclamando il capitano Henry Beusse primo sindaco di Athens. Il dipartimento di polizia di Athens fu fondato nel 1881 e le scuole pubbliche aprirono nella primavera del 1886. I telefoni fecero la loro prima comparsa nel 1882 grazie alla Bell Telephone Company.
Nel suo centesimo anniversario, lo scenario di Athens era molto cambiato. Nel 1904 fu completato il nuovo municipio. Il ceto medio afroamericano si stabilì nei pressi dell'angolo fra Washington Street e Hull Street. Il teatro al Morton Building ospitava proiezioni cinematografiche e spettacoli di noti musicisti neri come Louis Armstrong, Cab Calloway e Duke Ellington.
Nel 1954, la marina militare degli Stati Uniti scelse Athens come sede della Navy Supply Corps School. La scuola chiuse nel 2011. Nel 1961, Athens fu testimone di parte dei movimenti per i diritti civili quando Charlayne Hunter e Hamilton Holmes divennero i primi due studenti afroamericani a entrare nell'Università della Georgia.

## Monumenti e luoghi d'interesse

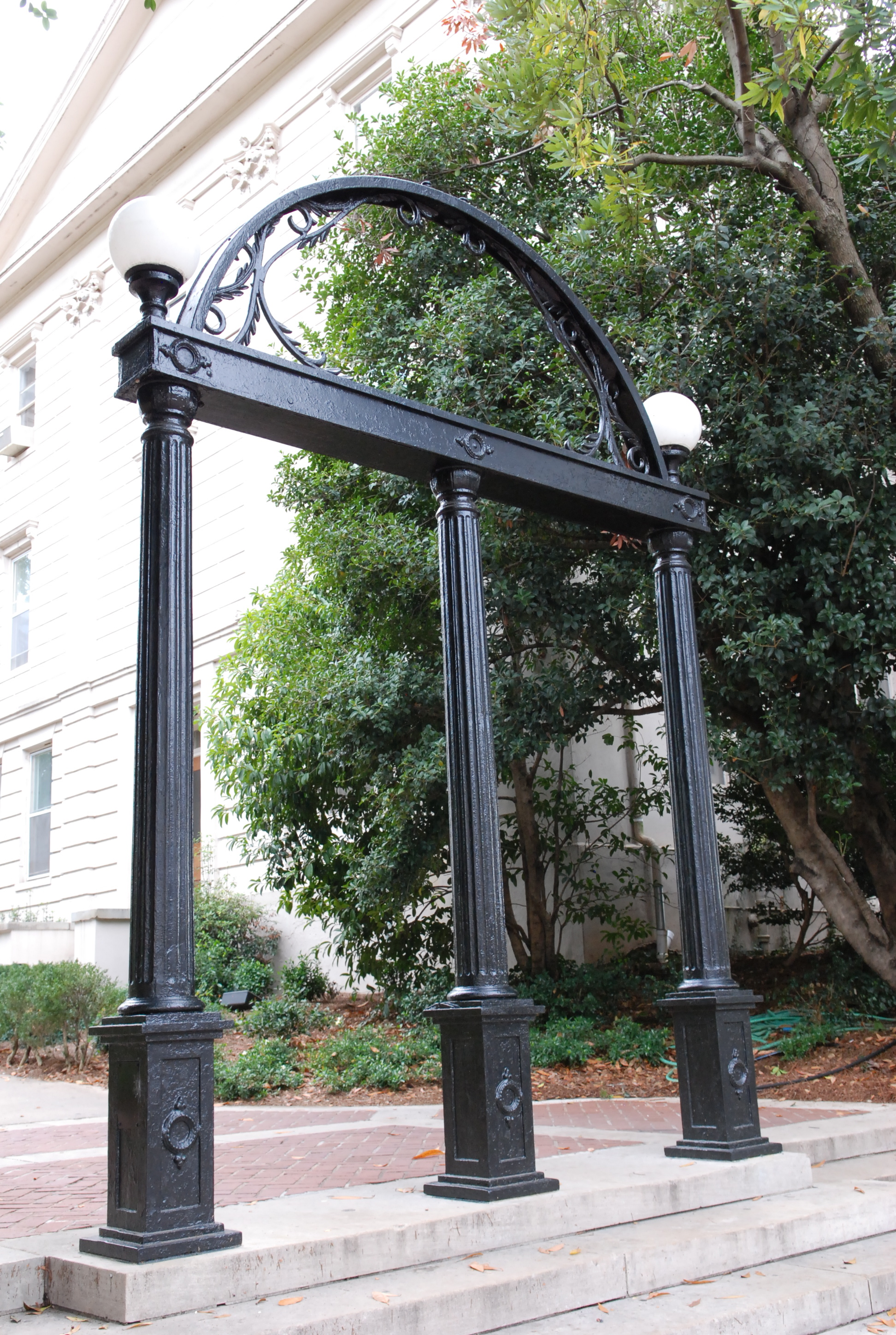
L'Arco dell'Università

- Il Clarke County Confederate Memorial, un monumento commemorativo ai caduti.
- L'Arco dell'Università, costruito nel 1858, simboleggia la costituzione della Georgia.
- Uno dei cannoni a due canne costruiti durante la guerra di secessione americana.
- La statua di Atena, in onore della dea greca da cui deriva il nome della città greca omonima.
- L'"albero che possiede sé stesso" (in inglese "The Tree That Owns Itself"), che ora è un discendente dell'albero originale.
- Il locale The Globe, votato da Esquire nel 2007 come terzo miglior bar in America.

### Aree naturali
- Lo "State Botanical Garden of Georgia" è un giardino botanico con serra, gestito dall'Università della Georgia. Consiste in 313 acri di terreno e contiene 11 collezioni botaniche e orticole.
- Lo "University of Georgia Campus Arboretum" è un arboreto situato nel campus dell'Università della Georgia.

## Società

### Evoluzione demografica
Al momento del censimento del 2000, ad Athens erano residenti 100 266 persone, 39 239 nuclei familiari e 19 344 famiglie. La densità di popolazione era di 328,8 per km². Erano presenti 41 633 unità abitative con una densità media di 136,5/km².
A livello di etnie, la popolazione della città era così suddivisa:
- bianchi 64,71 %
- neri o afroamericani 27,37 %
- ispanici 6,39 %
- asiatici 3,15 %
- nativi americani 0,21 %
- oceaniani 0,04 %
- altro 3,11 %
- due o più etnie 1,41 %

Abitanti censiti

## Cultura

### Istruzione

#### Scuole inferiori
- Il distretto scolastico della Contea di Clarke offre tutti i gradi di istruzione fino alla high school. Consiste in 14 scuole elementari, 4 scuole medie e 3 high school. Il distretto ha 791 insegnanti a tempo pieno e oltre 11.457 studenti.

#### Università
- L'Università della Georgia è la più antica e più vasta delle istituzioni di alta cultura dello Stato. Fondata nel 1785, è stata la prima università pubblica negli Stati Uniti.
- Il Piedmont College ha istituito un campus ad Athens nel 1995.

### Musica
La scena musicale di Athens crebbe nei primi anni settanta e successivamente negli anni ottanta. I luoghi più importanti della scena furono il Georgia Theatre e il 40 Watt Club, che videro le performance di artisti come R.E.M. e the B-52s.
Altri gruppi di spicco furono Widespread Panic, Dreams So Real, Indigo Girls, Matthew Sweet, The Method Actors, Love Tractor, Pylon, Flat Duo Jets, The Primates, Modern Skirts, The Whigs e Corey Smith.
Alcuni artisti che uscirono dalla scena musicale di Athens sono: Danger Mouse, il duo alternative Jucifer, Vic Chesnutt, Drive-By Truckers, Elf Power, Neutral Milk Hotel, The Sunshine Fix, Bubba Sparxxx, Colt Ford, Brantley Gilbert, Harvey Milk, The Olivia Tremor Control, of Montreal, Five Eight, Dead Confederate, Jet by Day e Athens Boys Choir.
I membri dei R.E.M. Michael Stipe, Mike Mills e Peter Buck risiedono tuttora ad Athens.
Ogni estate dal 1996 la città organizza l'"AthFest", un festival artistico-musicale non profit.

#### Stampa
Il più importante quotidiano di Athens è l'Athens Banner-Herald, fondato nel 1832. Fra i settimanali spicca il Flagpole Magazine mentre il "Red & Black" è il quotidiano indipendente fornito dall'Università.

#### Radio
Diverse stazioni radiofoniche trasmettono da Athens, come WPUP, WMSL, WUOG, WPPP-LP, WRFC (AM), WGAU e WXAG.

## Amministrazione

### Gemellaggi
- Atene
- Cortona
- Iași